# Kersttoespraak
Een kersttoespraak is een toespraak die wordt gehouden ter gelegenheid van Kerstmis.

## Vorsten en presidenten
In diverse landen is het gebruikelijk dat het staatshoofd op eerste kerstdag (25 december) met kerst een toespraak houdt die via de televisie of de radio wordt uitgezonden. Inmiddels is de kerstboodschap ook op internet te zien.
Veel voorkomende thema's in koninklijke of presidentiële kersttoespraken zijn:
- aandacht voor de minderbedeelde medemens
- verzoening in conflicten tussen personen, bevolkingsgroepen
- vrede in de wereld
- verdraagzaamheid
- geestelijke waarden

Kerstmis is een christelijk feest. In de meeste landen wordt een staatshoofd geacht boven de partijen te staan en dus geen voorkeur uit te spreken voor de tradities van een specifieke religieuze groep. Meestal wordt daarom vooral gerefereerd aan waarden die enerzijds in verband worden gebracht met het christelijke kerstfeest, maar anderzijds breed gewaardeerd worden in de samenleving. In vele landen wordt daarom gekozen voor een nieuwjaarstoespraak.
Enkele landen waar staatshoofden gewoonlijk een kerst- (of nieuwjaars)toespraak uitspreken:
- Verenigd Koninkrijk en de landen van het Britse Gemenebest die de koningin van Groot-Brittannië als staatshoofd hebben (Christmas Day message). Koning George V was in 1932 de eerste om een kersttoespraak te houden, gebruik makend van het nieuwe medium radio.
- Nederland (door de koning). Alle publieke uitingen van de koning, waaronder ook de kersttoespraak, vallen onder de ministeriële verantwoordelijkheid van het kabinet. Echter, in tegenstelling tot bijvoorbeeld de Troonrede, is de koning(in) zelf de hoofdauteur van de kersttoespraak.
- België (door de koning). De relatief jonge traditie van de kerstboodschap (kersttoespraak/Discours de Noël/Weihnachtsansprache), begonnen door koning Boudewijn in 1961, kreeg vanaf 1975 een jaarlijks karakter. De tekst wordt opgesteld door de monarch en gedekt door de eerste minister, die in een audiëntie gelegenheid tot nalezen krijgt. De toespraak wordt opgenomen in de drie landstalen (Duits voor het eerst in 2013) en uitgezonden op televisie. Boudewijn besloot zijn eerste toespraken nog met 'God bescherme België', maar naderhand verdwenen expliciete blijken van godsdienstigheid (behalve de verwijzing naar kerstdag, waar Nieuwjaar aan werd toegevoegd). Sinds 2020 houdt ook de minister-president van Vlaanderen een kersttoespraak.[1]
- In Spanje houdt de koning de avond voor kerst een kersttoespraak (Discurso de Navidad), die door de belangrijkste tv-zenders wordt uitgezonden. Op de dag voor kerst houden sommige presidenten van de Autonome gemeenschappen van Spanje een toespraak, die op de lokale tv-zenders wordt uitgezonden.
- In Duitsland houdt sinds 1970 de Bondspresident een kersttoespraak (Weihnachtsansprache), terwijl de Bondskanselier een nieuwjaarstoespraak (Neujahrsansprache) houdt. Van 1949 tot en met 1969 was het precies omgekeerd.
- In Oostenrijk houdt de president elk jaar een nieuwjaarstoespraak (Neujahrsansprache).
- In Frankrijk houdt de president een tv-nieuwjaarstoespraak (les voeux présidentiels).
- In Zwitserland houdt de president sinds 1941 een nieuwjaarstoespraak (Neujahrsansprache/Allocution de Nouvel An/Allocuzione di Capodanno).
- In Italië houdt de president sinds 1941 een nieuwjaarstoespraak (Allocuzione di Capodanno).
- In IJsland houdt de president een nieuwjaarstoespraak (Ávarp á nýársdag).
- In Finland houdt de president een nieuwjaarstoespraak (uudenvuodenpuh/nyårstal).
- In Luxemburg houdt de groothertog een kersttoespraak (Chrëschtdagsusprooch) in het Luxemburgs.[2]
- De Zweedse koning houdt een kersttoespraak (jultal) sinds 1927.[3] In Denemarken houdt de koning(in) sinds 1941 een nieuwjaarstoespraak (nytårstale) op oudejaarsavond[4], net zoals de Noorse koning (nyttårstale).[5]

In vergelijking met een nieuwjaarstoespraak is er in een kersttoespraak vaak meer aandacht voor meer 'spirituele' onderwerpen, wat verband houdt met het religieuze karakter van kerst. In een nieuwjaarstoespraak is er vaak meer aandacht voor wat er goed of minder goed ging in het afgelopen jaar en voor toekomstverwachtingen.

## Paus
Wanneer de paus in Rome is geeft hij zondags om 12.00 uur, zijn apostolische zegen vanuit het raam van zijn werkkamer (tweede raam rechts van de bovenste verdieping) van de Sint-Pietersbasiliek in Rome. Dit doet hij na het Angelus dan wel Regina Coeli. Op eerste kerstdag en eerste paasdag houdt de paus een kerst- c.q. paastoespraak, waarna hij de zegen Urbi et Orbi uitspreekt. Deze plechtige zegen verleent de gelovigen over de hele wereld absolutie, wanneer ze de zegen rechtstreeks via radio, televisie of internet volgen.